# Kevin Kim

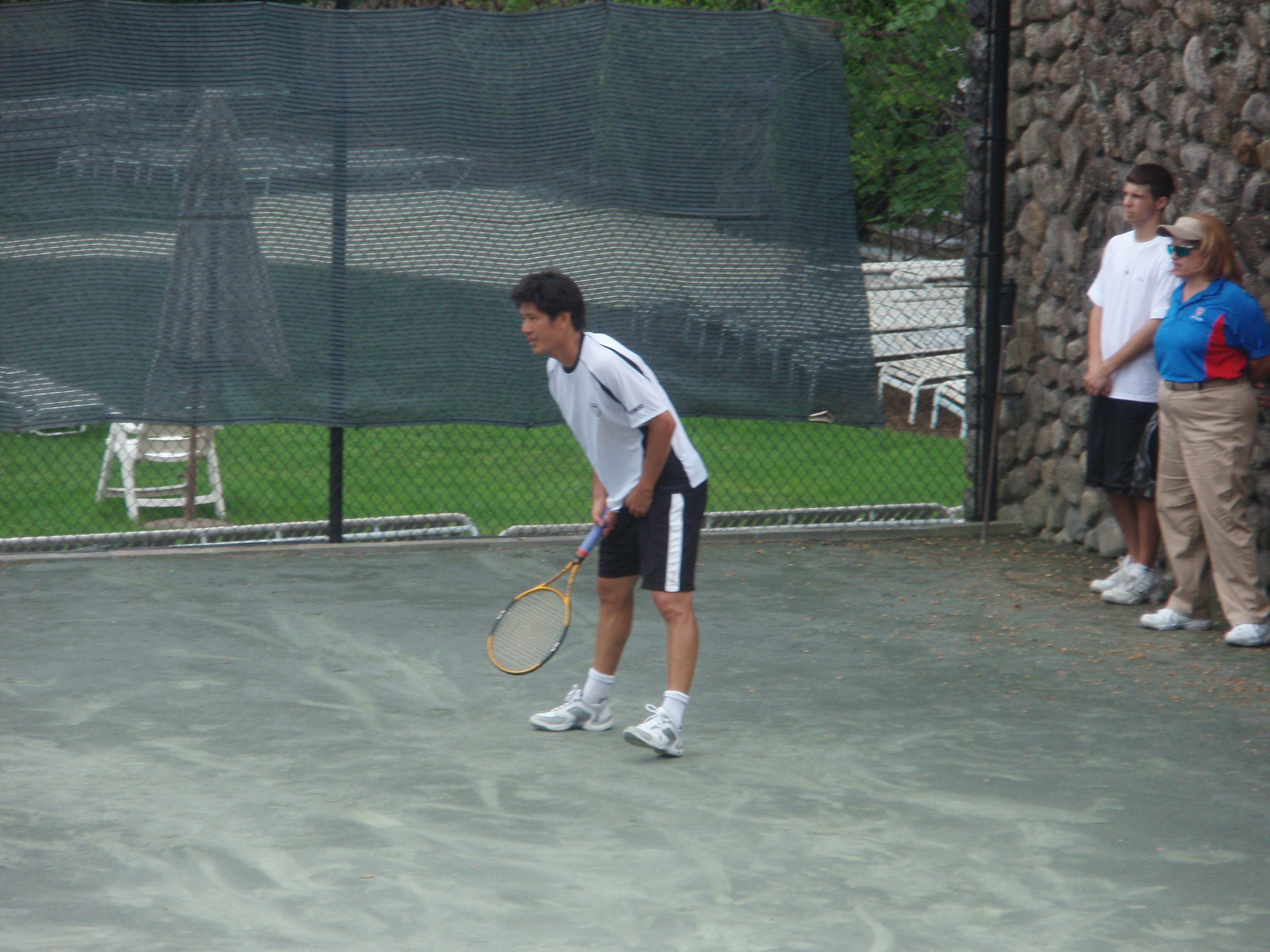
Kevin Kim.

Kevin Kim (Torrance, Califòrnia, 26 de juliol de 1978) és un jugador de tennis estatunidenc d'origen coreà.
Va desenvolupar la seva trajectòria majoritàriament en el circuit ATP Challenger Series, resultats que li van permetre ocupar el 63è lloc del rànquing individual i 118è del rànquing de dobles masculins. El seu resultat més destacat va ser finalista en un torneig del circuit ATP. Els seus millors cops són la dreta i el revés paral·lel i juga millor en pistes ràpides.

## Palmarès

### Dobles masculins: 1 (0−1)
| Llegenda (pre/post 2009)                                 |
| -------------------------------------------------------- |
| Grand Slams (0−0)                                        |
| Tennis Masters Cup / ATP Finals (0−0)                    |
| ATP Masters Series / ATP World Tour Masters 1000 (0−0)   |
| ATP International Series Gold / ATP World Tour 500 (0−0) |
| ATP International Series / ATP World Tour 250 (0−1)      |

| Títols per superfície |
| --------------------- |
| Dura (0−0)            |
| Gespa (0−0)           |
| Terra batuda (0−1)    |

| Resultat  | Núm. | Data              | Torneig               | Superfície   | Parella    | Oponents                     | Marcador    |
| --------- | ---- | ----------------- | --------------------- | ------------ | ---------- | ---------------------------- | ----------- |
| Finalista | 1.   | 6 de maig de 2001 | Houston, Estats Units | Terra batuda | Jim Thomas | Leander Paes Mahesh Bhupathi | 6−7(3), 2−6 |

## Trajectòria

### Individual
| Open d'Austràlia | A    | A   | A   | Q1  | Q1  | Q2  | Q1  | Q2  | Q3  | 3R    | 2R   | 1R   | Q3  | Q1   | Q2  | Q2  | 0 / 3   | 3 – 3   |
| Roland Garros | A    | A   | A   | A   | Q1  | Q1  | Q3  | Q3  | 1R  | 1R    | 2R   | Q1   | Q1  | 1R   | Q2  | A   | 0 / 4   | 1 – 4   |
| Wimbledon | A    | A   | A   | A   | Q1  | Q1  | Q1  | Q2  | Q2  | 2R    | 1R   | 1R   | 1R  | 1R   | Q2  | A   | 0 / 5   | 1 – 5   |
| US Open | 1R   | A   | Q1  | 1R  | 1R  | Q1  | A   | Q2  | A   | 1R    | 1R   | Q1   | Q3  | 2R   | Q3  | A   | 0 / 6   | 1 – 6   |
| Total Victòries−Derrotes                                                                                                   | 0−1  | 0−0 | 0−0 | 0−2 | 2−5 | 1−3 | 2−3 | 0−1 | 2−3 | 19−25 | 7−18 | 3−14 | 0−3 | 7−16 | 1−3 | 0−0 | 44 – 97 | 44 – 97 |
| Rànquing a final d'any | 1300 | 848 | 352 | 195 | 141 | 184 | 238 | 219 | 94  | 101   | 101  | 178  | 117 | 117  | 245 | 426 |         |         |
| Llegenda: G: Guanyador; F: Finalista; SF: Semifinalista; QF: Quarts de final; Q: Qualificació; A: Absent; RR: Round Robin; |      |     |     |     |     |     |     |     |     |       |      |      |     |      |     |     |         |         |

### Dobles masculins
| Open d'Austràlia | A   | A   | A   | A   | A   | A   | 1R   | A   | 1R  | 0 / 2   | 0 – 2   |
| Roland Garros | A   | A   | A   | A   | A   | A   | 3R   | A   | A   | 0 / 1   | 2 – 1   |
| Wimbledon | A   | 1R  | 2R  | Q1  | A   | A   | 1R   | 1R  | 2R  | 0 / 5   | 2 – 5   |
| US Open | 1R  | 2R  | 1R  | 1R  | A   | A   | 1R   | A   | A   | 0 / 5   | 1 – 5   |
| Total Victòries−Derrotes                                                                                                   | 0−1 | 3−3 | 6−6 | 0−2 | 0−0 | 0−0 | 6−14 | 3−5 | 1−4 | 19 – 37 | 19 – 37 |
| Rànquing a final d'any | 183 | 173 | 151 | 216 | 285 | 350 | 132  | 157 | 424 |         |         |
| Llegenda: G: Guanyador; F: Finalista; SF: Semifinalista; QF: Quarts de final; Q: Qualificació; A: Absent; RR: Round Robin; |     |     |     |     |     |     |      |     |     |         |         |